# Yorkshire Tea

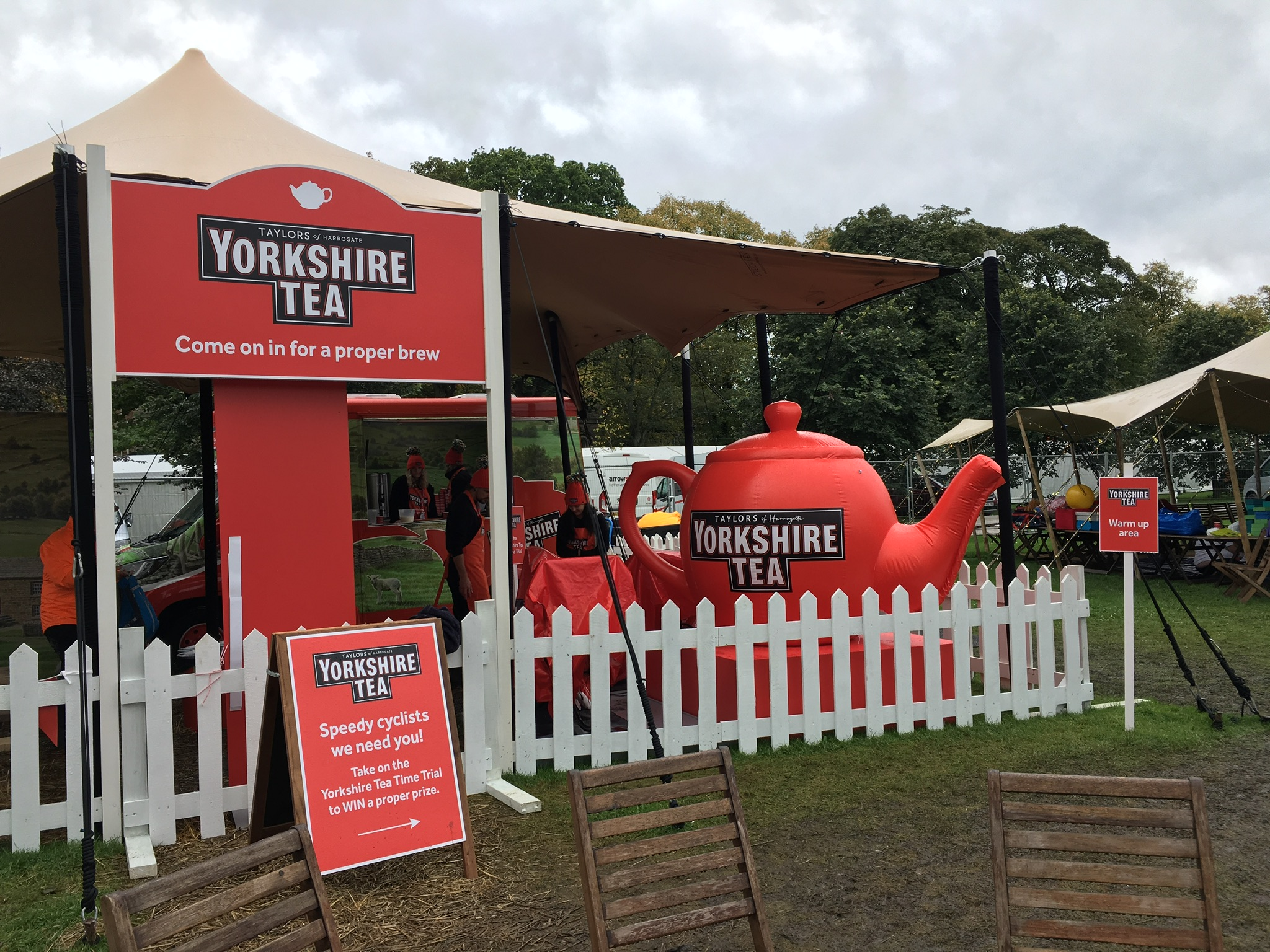
Espace promotionnel pour le thé Yorkshire Tea, lors d’une compétition cycliste à Harrogate en 2019

Yorkshire Tea est une marque commerciale de thé noir distribuée par Bettys and Taylors of Harrogate. 
En 2005, Yorkshire Tea est l'une des plus importantes marques de thé au Royaume-Uni, derrière PG Tips, Tetley et Typhoo (en).